# Jiří Pešek
Jiří Pešek (Brno, Txecoslovàquia, 1989) és un traductor txec. Tradueix del català i del castellà. Llicenciat en Filologia Hispànica per la Universitat Masaryk on actualment treballa com a lector de català. Des de l'any 2019 també fa classes de català a la Universitat Comenius de Bratislava. També col·labora amb els mitjans de comunicació txecs i a través del seu blog personal divulga la cultura catalana entre els lectors txecs.
Ha traduït al txec autors catalans com ara Joaquim Amat-Piniella, Rafel Nadal, Tina Vallès, Mercè Cuartiella, Joan Manuel Soldevilla, Dolors Monserdà, Sergi Pàmies, Santiago Rusiñol o Mercè Rororeda. També ha traduït diverses obres d'autors castellanoparlants com ara Juan Gómez-Jurado, Paloma Sánchez-Garnica, Reyes Monforte, Vicente Segrelles o Armando Lucas Correa. L'any 2016 va participar de l'organització del gran festival literari "Mes de lectures d'autor", que es fa cada juliol a la ciutat de Brno i que va rebre en aquella edició autors catalans com Sebastià Alzamora, Lluís-Anton Baulenas o Carme Riera. L'any 2017 va col·laborar amb el festival de teatre SPECIFIC traduint al txec l'obra La màquina de parlar de Victoria Szpunberg. Juntament amb la també lectora de català a la Universitat Masaryk, Elena Casas Cortada, va traduir al txec la mítica cançó de L'estaca, de Lluís Llach.
L'any 2018 va participar en un episodi del programa Katalonski (TV3).